# Karl Sträb
Karl Sträb (* 4. November 1858 in Murrhardt; † 6. Juni 1939 in Gschlachtenbretzingen) war Volksschullehrer in Michelbach an der Bilz und Rentamtmann der Fürsten von Löwenstein-Wertheim-Freudenberg. Außer durch sein Wirken an der Michelbacher Schule, im Darlehenskassen-Verein und in Musikvereinen hat er sich auch als Heimatkundler einen Namen gemacht. Er wurde 1924 zum Ehrenbürger von Michelbach ernannt.

## Leben
Er war der Sohn eines Schäfers aus Murrhardt, besuchte das Lehrerseminar in Eßlingen am Neckar und fand seine erste Lehrerstelle in Althütte, wo er Rösle Elser, die Tochter des Schöllhütter Kronenwirts, heiratete. 1887 kam er durch die Wahl des Patronatsherrn Ernst von Löwenstein-Wertheim-Freudenberg an die evangelische Volksschule in Michelbach an der Bilz, wo er 37 Jahre lang bis zum Eintritt in den Ruhestand unterrichtete. Außer als Lehrer nahm er auch als Organist und Dirigent des Kirchen- und Begräbnischors, als Mitbegründer und Aufsichtsratsvorsitzender des örtlichen Darlehenskassen-Vereins sowie als Leiter der Sängerabteilung des Kriegervereins am Gemeindeleben teil.
Von 1888 an war Sträb zudem Rentamtmann der Fürsten von Löwenstein-Wertheim-Freudenberg, hatte die Aufsicht über die fürstlichen Besitztümer um Michelbach und konnte im Archiv des Limpurgisch-Sontheimischen Amtes Michelbach im Michelbacher Schloss die alten Akten zur Geschichte Michelbachs und der Herrschaft Limpurg studieren. Seine historischen Erkenntnisse hat er in der Heimatbeilage des Kocherboten sowie in den beiden Schriften Wenn Steine reden könnten und Schicksale der Reichsgrafschaft Limpurg in den Napoleonischen Kriegen veröffentlicht.
Zum Eintritt in den Ruhestand wurde Karl Sträb am 31. Mai 1924 zum Ehrenbürger von Michelbach ernannt. Seinen Ruhestand verlebte er in Gschlachtenbretzingen.